# Natálie Lysenková
Natálie Lisenková, ukrajinsky Наталія Андріївна Лисенко, rusky Наталья Андриановна Лисенко, francouzsky Nathalie Lissenko (29. červencejul./ 10. srpna 1884greg. Mykolajiv – 7. ledna 1969 Neuilly-sur-Seine), byla filmová herečka. Byla neteří ukrajinského hudebního skladatele Mikoly Lysenka.

## Život a Kariéra
Byla absolventkou Moskevské akademické divadelní ateliérové školy, V roce 1904 pracovala v moskevském divadle Korch. V letech 1909 až 1912 vystupovala v Solovcovově divadle v Kyjevě. Od roku 1915 začala aktivně hrát ve filmech. Po Říjnové revoluci opustila Rusko a odešla do exilu ve Francii.
Byla manželkou a filmovou partnerkou herce Ivana Mozžuchina. Jejím prvním manželem byl krátce herec Nikolaj Radin.
Zemřela v Neuilly-sur-Seine ve věku 84 let a je pohřbena na ruském hřbitově v Sainte-Geneviève-des-Bois.

## Filmografie

### Rusko
- 1915 — Катюша Маслова — Катюша Маслова
- 1915 — Леон Дрей — Берта
- 1915 — На окраинах Москвы — Василиса, кухарка
- 1915 — Наташа Проскурова — Наташа, модистка
- 1915 — Николай Ставрогин
- 1915 — Тайна нижегородской ярмарки
- 1916 — Без вины виноватые — Кручинина
- 1916 — Грех — Елена
- 1916 — Жизнь — миг, искусство — вечно
- 1916 — И песнь осталась недопетой — графиня Валишевская
- 1916 — Любовь сильна не страстью поцелуя — кафешантанская певица
- 1916 — На бойком месте — Евгения
- 1916 — Не пожелай жены ближнего твоего — графиня Валишевская
- 1916 — Нищая — актриса
- 1916 — Суд божий — Рыбцова
- 1916 — Сын гадалки — гадалка
- 1916 — Ястребиное гнездо — Глаша, любовница Осоргина
- 1917 — Во власти греха — Елена
- 1917 — Горькая доля — Катерина
- 1917 — Кулисы экрана — актриса Лисенко
- 1917 — Не говорите мне, он умер — Жанна, жена художника
- 1917 — Отец Сергий — вдова купчиха Маковкина
- 1917 — Прокурор — актриса Бетти Клай
- 1917 — Сатана ликующий — Эсфирь, мать Сандро
- 1918 — Богатырь духа — Иза, невеста Лео
- 1918 — Малютка Элли — Клара Кларсон
- 1918 — Немой страж — любовница графа
- 1918 — Черная стая
- 1918 — Член парламента
- 1919 — Голгофа женщины
- 1919 — Наследник по заказу
- 1919 — Ответный удар
- 1919 — Тайна королевы — незнакомка, королева Силистрии

### Francie
- 1920 : L'Angoissante Aventure, režisér: Iakov Protazanov : Yvonne
- 1921 : Justice d'abord, režisér: Iakov Protazanov
- 1921 : L'Enfant du carnaval ou Le Bonheur perdu, režisér: Ivan Mozžuchin
- 1922 : Tempêtes, režisér: Robert Boudrioz: Sonia
- 1922 : La Fille sauvage, režisér: Henri Étiévant: Jacqueline Gervoise
- 1922 : Nuit de carnaval, režisér: Viktor Turžanskij
- 1922 : La Riposte, režisér: Viktor Turžanskij
- 1923 : Morphine (Chlen parlamenta), režisér: Iakov Protazanov
- 1923 : Le Brasier ardent, , režisér: Ivan Mozžuchin et Alexandr Volkov: elle
- 1923 : Calvaire d'amour, režisér: Viktor Turžanskij: Hélène Brémond
- 1924 : L'Affiche, režisér: Jean Epstein
- 1924 : Kean ou Désordre et génie (Kean), režisér: Alexandr Volkov: comtesse de Keofeld
- 1924 : Les Ombres qui passent, režisér: Alexandr Volkov
- 1924 : Le Lion des Mogols, režisér: Jean Epstein: Anna
- 1925 : Le Double Amour, režisér: Jean Epstein
- 1927 : Kinderseelen klagen euch an, režisér: Curtis Bernhardt
- 1927 : Casanova, , režisér: Alexandr Volkov
- 1927 : ''L'Exil (de), režisér: Adolf E. Licho, Wilhelm Thiele
- 1927 : En rade, režisér: Alberto Cavalcanti
- 1928 : Rasputins Liebesabenteuer, režisér: Martin Berger: Frau Tatarinoff
- 1928 : Hurrah! Ich lebe!, režisér: Wilhelm Thiele
- 1928 : Heures d'angoisse (Fünf bange Tage), režisér: Gennaro Righelli
- 1930 : Nuits, režisér: princes, režisér: Marcel L'Herbier
- 1932 : Ce cochon, režisér: Morin, režisér: Georges Lacombe
- 1933 : La Mille et Deuxième Nuit, režisér: Alexandr Volkov: Fatima
- 1939 : Le Veau gras, režisér: Serge de Poligny: la dame de compagnie